# Kameshwaromyces globosus
Kameshwaromyces globosus är en svampart som beskrevs av Kamal, R.K. Verma & Morgan-Jones 1986. Kameshwaromyces globosus ingår i släktet Kameshwaromyces, divisionen sporsäcksvampar och riket svampar.   Inga underarter finns listade i Catalogue of Life.